# Belá (Nové Zámky)
Belá (ungarisch Béla) ist eine kleine Gemeinde im Westen der Slowakei mit 315 Einwohnern (Stand 31. Dezember 2024), die zum Okres Nové Zámky, einem Kreis des Nitriansky kraj, gehört.

## Geographie
Die Gemeinde befindet sich im slowakischen Donautiefland inmitten eines kleinen Hügellands namens Belianske kopce, nahe der ungarischen Grenze an der Donau. Das Ortszentrum liegt auf einer Höhe von 190 m n.m. und ist elf Kilometer von Štúrovo sowie 43 Kilometer von Nové Zámky entfernt.
Nachbargemeinden sind Ľubá im Norden, Mužla im Süden und Šarkan im Westen.

## Geschichte

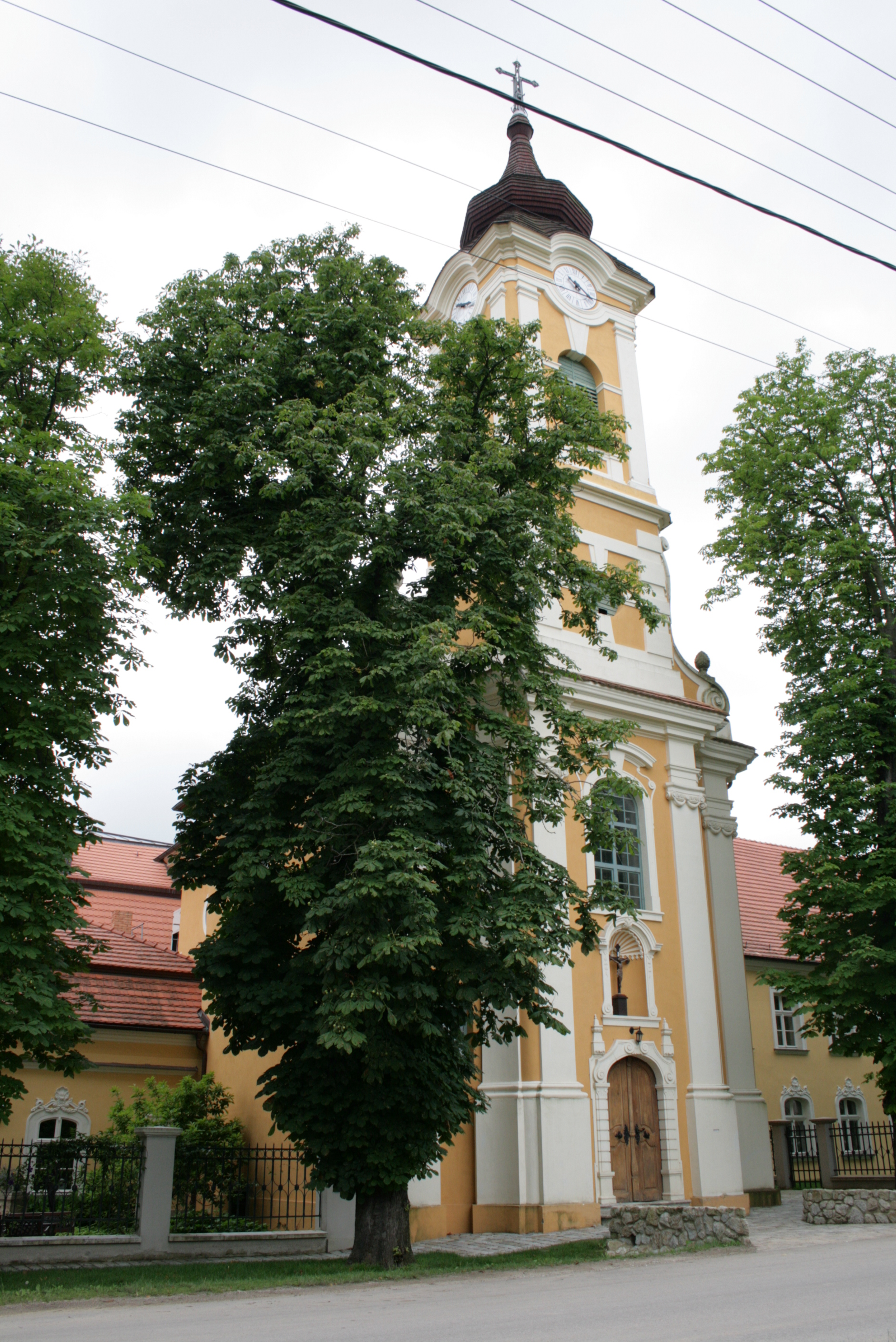
Kirche in Belá

Der Ort wurde zum ersten Mal 1138 als Bela schriftlich erwähnt und war damals Gut der Propstei von Dömös. 1225 sind Güter des Graner Kapitels sowie der Königin verzeichnet, 1287 war Edelmann Peter Zovard Gutsherr, 1367 wurde die Ortschaft von Ludwig dem Großen an Jakab Edubrand geschenkt, ebenso wie im Jahre 1434, diesmal aber von Sigismund von Luxemburg an das Geschlecht Pogánytelki. Nach 1532 wurde Béla während der langen Türkenkriege zerstört und war im 16. und 17. Jahrhundert unbewohnt; erst 1732 wird die Ortschaft erneut erwähnt und gehörte zu diesem Zeitpunkt dem Untergespan des Komitats Gran, Tersztyánszky. 1828 zählte man 32 Häuser und 291 Einwohner, die von der Landwirtschaft lebten.
Bis 1918/1919 gehörte der im Komitat Gran liegende Ort zum Königreich Ungarn und kam danach zur Tschechoslowakei beziehungsweise heute Slowakei. Auf Grund des Ersten Wiener Schiedsspruchs lag er 1938–1945 noch einmal in Ungarn.

## Bevölkerung
| Jahr                | 1994 | 2004    | 2014     | 2024  |
| ------------------- | ---- | ------- | -------- | ----- |
| Anzahl der Personen | 424  | 413     | 350      | 315   |
| Unterschied         |      | −2,59 % | −15,25 % | −10 % |

| Jahr                | 2023 | 2024    |
| ------------------- | ---- | ------- |
| Anzahl der Personen | 319  | 315     |
| Unterschied         |      | −1,25 % |

Nach der Volkszählung 2011 wohnten in Belá 370 Einwohner, davon 282 Magyaren, 65 Slowaken und ein Tscheche. 22 Einwohner machten diesbezüglich keine Angabe. 311 Einwohner bekannten sich zur römisch-katholischen Kirche und neun Einwohner zur evangelischen Kirche A. B. 19 Einwohner waren konfessionslos und bei 31 Einwohnern wurde die Konfession nicht ermittelt.

## Bauwerke
- römisch-katholisch Kirche im barocken Stil aus der ersten Hälfte des 19. Jahrhunderts
- Landschloss im barocken Stil aus dem Jahr 1732. 1780 wurde die Kapelle ergänzt, im 19. Jahrhundert auf Treiben des Barons Antal Baldácsy ausgebaut und dazu ein Park angeschlossen. 1945 wurde das Schloss vom tschechoslowakischen Staat beschlagnahmt und diente unter anderem als Gefängnis für politische Häftlinge und als Farben- und Möbellager. Nach der Wende 1989 kaufte 2000 Gräfin Ilona von Krockow, Nachfahrin des letzten Besitzers Georg Ullmann, die Anlage und ließ sie umfangreich sanieren, ehe das Schloss 2008 als 5-Sterne-Hotel namens Château Béla wieder in Betrieb genommen wurde

## Verkehr
Belá ist etwa zwei Kilometer von einer Abzweigung der Straße 2. Ordnung 509 (Bajč–Štúrovo) entfernt. Der nächste Bahnhof heißt Mužla und liegt an der Bahnstrecke Bratislava–Budapest.